# روبرت كولب (أستاذ جامعي)
روبرت كولب (بالإنجليزية: Robert Kolb)‏ هو عالم عقيدة أمريكي، ولد في 1941 في فورت دودج في الولايات المتحدة.